# Дионисий Старший
Дионисий Старший (Дионисий I; др.-греч. Διονύσιος; 431/430—367 годы до н. э.) — тиран города Сиракузы в течение 37 лет (приблизительно с 405 по 367 годы до н. э.), создатель обширной державы. Сделал карьеру военного, поддержал Гермократа в его попытке вернуться с армией в Сиракузы против воли демократической «партии». После гибели Гермократа сохранил своё положение. Воспользовавшись опасностью со стороны Карфагена и своим влиянием на армию, Дионисий примерно в 405 году до н. э. захватил власть в родном городе и с этого момента правил как тиран. Он с переменным успехом воевал с карфагенянами: был осаждён в Сиракузах в 396 году до н. э., но годом позже разбил врага, а в 392 году до н. э. заключил выгодный мир. Создал большую наёмную армию, ставшую основой его власти, установил контроль над всем востоком Сицилии и частью Южной Италии. После его смерти власть перешла к сыну, Дионисию Младшему.
Дионисий оставил о себе память как жестокий и подозрительный тиран.

## Биография

### Ранние годы и возвышение
Дионисий был гражданином Сиракуз и принадлежал к незнатной, но уважаемой семье. Ряд античных авторов называет имя его отца — Гермократ. Согласно одному из источников, Гермократ был погонщиком ослов, но эта информация наверняка не соответствует действительности.
Дионисий родился предположительно около 432 года до н. э. В источниках упоминается его отчим Гелор; по-видимому, Дионисий рано потерял отца, и его мать вышла замуж во второй раз. Младшими братьями будущего тирана стали Лептин и Феарид, сестрой — Феста.
Сумел выдвинуться на фоне затяжной войны с Карфагеном и ожесточенного противостояния умеренных и радикальных демократов в Сиракузах. В начале своей карьеры был одним из командиров в армии, руководимой Гермократом, лидером умеренно-демократической группировки. Сиракузы в 413 году до н. э. в союзе со Спартой отразили вторжение Афин, после чего Гермократ и его армия отправились в Грецию на помощь Спарте.
В это время власть в Сиракузах захватили сторонники крайних форм демократии во главе с Диоклом. Они изгнали Гермократа и его сторонников, развязали войну с халкидскими городами на Сицилии, те призвали на помощь Карфаген. В результате большая армия из Карфагена в 408 году до н. э. под командованием Ганнибала Магона высадилась на Сицилии, вырезав город Селинунт, взяв Гимеру, где казнили 3000 пленных, после чего вернулся в Карфаген. Зимой 408/407 года до н. э. Гермократ с войском вернулся на Сицилию, где провёл успешные операции против карфагенских городов. Он надеялся, что ему разрешат вернуться в город, но жители Сиракуз, изгнав Диокла, Гермократу вернуться не разрешили. Гермократ, несмотря на запрет, пытался войти в город, но был при этом убит вместе с рядом своих сторонников. Дионисий, которому тогда было 23 года, сумел спастись.

### Путь к власти
Военачальники Карфагена готовились развить успех, достигнутый на Сицилии. Они собрали армию численностью 120 000 человек, построили город Термы как базу для операций рядом с разрушенной и заброшенной Гимерой. В 406 году до н. э. армия под командованием Гимилькона начала наступление на Акрагант (Агрикент). Сиракузы выставили достаточно большую армию под командованием Дафнея и провели некоторые успешные операции, но в конце года Акрагант был блокирован. В это время Дионисий уже приобрел известность как храбрый и умелый командир. В декабре Дафней отдал приказ о внезапной ночной эвакуации города. Утром карфагеняне вошли в город, перебив всех, кто не смог его покинуть, и спокойно провели зиму в городе. Весной 405 года до н. э. Гамилькон сжёг Акрагант и повёл наступление на Гелу.
Бежавшие после победы карфагенян в Сиракузы агригентцы считали, что причиной взятия их города карфагенянами была некомпетентность присланных к ним сиракузских полководцев. Дионисий обвинил последних перед народом в измене и добился того, что народ избрал других полководцев, в том числе и его самого. После этого он привлек на свою сторону находящихся в изгнании сторонников Гермократа и отряд наемников, с которыми отправился к Геле. Там он ввиду военной опасности провел конфискации имущества богачей, приобретя симпатии малоимущих, а полученные деньги позволили ему заплатить наемникам. Вернувшись в Сиракузы, Дионисий обвинил своих сотоварищей в бездеятельности и был назначен единственным главнокомандующим с широкими полномочиями. К апрелю 405 года до н. э. с помощью наемного войска и самого народа в возрасте 25 лет он стал правителем города и вступил в брак с дочерью Гермократа, пользовавшегося в своё время большим уважением.

### Поражение у стен Гелы, мир с Карфагеном
Карфагенское войско стояло у стен Гелы в укреплённом лагере. Дионисий решил нанести по нему удар, но не смог скоординировать действия отдельных частей и потерпел поражение. Ночью Гела была эвакуирована. На пути в Сиракузы отступающая сиракузская кавалерия пыталась убить Дионисия, но его защитили верные наемники. Тогда кавалерия поспешила в город, подняла там восстание, в ходе которого была захвачена жена Дионисия. Однако он с отрядом в 700 человек совершил форсированный марш около 45 миль, ворвался ночью в город и перебил мятежников. В ходе восстания погибла его жена, дочь Гермократа. Утром подошли остальные наёмники и италийские греки. Жители Гелы и Камарины покинули его войско и укрылись в Леонтинах, многие его противники из Сиракуз бежали в Этну. В этих условиях Сиракузы были осаждены карфагенской армией. Однако в лагере карфагенян началась чума, и они предложили мир на выгодных для себя условиях, с которыми Дионисий согласился.
Подавив два восстания, Дионисий заключил мир с карфагенянами, покорил несколько городов в Сицилии и вступил в союз со спартанцами, после чего стал готовиться к большой войне с карфагенянами. Захватил Леонтины, осадил Сегесту. На помощь Дионисию прибыло спартанское войско во главе с Фаракидом. Но военное счастье скоро оставило его, и в 396 году до н. э. он сам был осажден в Сиракузах. Когда в лагере неприятеля стала свирепствовать моровая язва, Дионисий в 395 году до н. э. напал на ослабевших от мора карфагенян и одержал полную победу. За ней после нового поражения карфагенян в 392 году до н. э. последовал более выгодный для Дионисия мир.
С 390 года до н. э. Дионисий совершил несколько походов в Южную Италию, взял Гиппоний, Регий и Кротон. Другие города признали гегемонию Сиракуз. С тех пор его влияние долго удерживалось в греческих городах Южной Италии, и его флот господствовал на морях, окружающих Италию. Им были основаны несколько колоний, в том числе — Лиссос в Иллирии. На олимпийские игры 388 года до н. э. он послал рапсодов, которые должны были петь его стихотворения, но был жестоко осмеян. В 383 году до н. э. он снова воевал с карфагенянами, на этот раз с намерением изгнать их навсегда из Сицилии, но умер в 367 году до н. э., не исполнив своего намерения.
В 368/367 году до н. э. на состязаниях трагических поэтов на Ленеях Дионисий победил со своей трагедией «Выкуп Гектора». Согласно преданию, он отметил известие о своем успехе таким пьяным ликованием, что в результате умер от этой невоздержанности.
Вторым браком Дионисий Старший был женат на Дориде из Локр. Третьим — на Аристомахе, дочери Гиппарина.